# Frank Aendenboom
Frank Aendenboom, né le 24 octobre 1941 à Anvers et mort le 31 mars 2018, est un acteur belge néerlandophone qui était actif au théâtre, au cinéma et à la télévision.

## Biographie
Frank Aendenboom suit une formation artistique au Studio Herman Teirlinck à Anvers. Diplômé, il joue dans les séries télévisées Johan en de Alverman (nl) et De bossen van Vlaanderen (nl) (Les Forêts de Flandre). Son rôle le plus célèbre est celui de Rik dans la série Lili en Marleen (nl), pour laquelle il a joué dans 130 épisodes.

## Filmographie

### Cinéma

#### Années 1960
- 1960 : Het geheim van Killary Harbour
- 1961 : Tijl Uilenspiegel
- 1962 : De wrok van Achilleus
- 1962 : Zanzibar
- 1965 : De mooiste ogen van de wereld
- 1965 : Sweet Mystery of Life
- 1966 : Als het kindje binnenkomt
- 1966 : Anna Kleiber
- 1966 : Starkadd
- 1968 : De geboorte en dood van Dirk Vandersteen jr.
- 1968 : Hebben
- 1968 : Het huis met de maskers
- 1968 : Warenar
- 1969 : Klucht van de brave moordenaar

#### Années 1970
- 1971 : Een zachtmoedige vrouw
- 1972 : Driekoningenavond
- 1973 : Harlekijn, kies je meester
- 1974 : De vrek
- 1974 : Hobson's dochters
- 1974 : Ter ere van...
- 1976 : De nachttrein naar Savannah Georgia
- 1976 : De torenkraan
- 1976 : Voorjaarsontwaken
- 1977 : Autant en emporte l'argent 
        (Gejaagd door de winst (of het A.B.C. van de moderne samenleving) (Chassé par le profit (ou L'A.B.C. de la société moderne))

- 1977 : In perfecte staat
- 1978 : Dirk van Haveskerke
- 1979 : Mijn vriend : Andre
- 1979 : Thérèse Raquin

#### Années 1980
- 1980 : Hellegat : Lagasse
- 1980 : Vrijdag : Georges
- 1981 : De man die niet van gedichten hield
- 1981 : Een familie
- 1982 : De waanzin van Huigen van der Goes
- 1982 : La Musica
- 1982 : Toute une nuit
- 1983 : Na de liefde : Pierre
- 1985 : De leeuw van Vlaanderen : Robert de Béthune
- 1986 : Het wassende water
- 1986 : Paniekzaaiers : Instructeur
- 1987 : De dwaling
- 1987 : Hector : Achiel Mattheusen
- 1987 : La Famille Van Paemel (Het gezin van Paemel) : Rentmeester
- 1987 : Skin : Willy
- 1989 : Blueberry Hill : Mr. Verbiest

#### Années 1990
- 1990 : Le Sacrement (Het sacrament) de Hugo Claus : Dee Dee, le pasteur (non crédité)
- 1991 : Ramona
- 1993 : Bex & Blanche
- 1994 : De put
- 1994 : Gaston Berghmans Show
- 1995 : Brylcream Boulevard : Joris Verbiest
- 1995 : She Good Fighter : Louis Bracke
- 1996 : Wittekerke
- 1998 : Heterdaad

#### Années 2000
- 2001 : Chris & Co
- 2003 : Hallo België
- 2004 : Thuis extra
- 2008 : Christmas in Paris : Bob Gevers

#### Années 2010
- 2010 : Frits et Freddy (Frits en Freddy) : Kamiel Frateur
- 2011 : Alice in Wonderland - De Musical
- 2012 : Musical : Robin Hood
- 2016 : Pippa : Jean Rombouts

### Télévision
- 1965 : Johan en de Alverman (nl) (série télévisée)
- 1991 : De bossen van Vlaanderen (nl) (série télévisée)
- 1994 : Lili en Marleen (nl) (série télévisée)
- 2005-2008 : Matrioshki : Le Trafic de la honte (série télévisée)
- 2012 : Crimi Clowns (série télévisée)
- 2013 : Crimi Clowns : De Movie : Jos Den Dief (série télévisée)
- 2016 : Crimi Clowns 2.0 : Uitschot : Jos Den Dief (série télévisée)